# Corpo basale
Il corpo basale o cinetosoma è una struttura complessa differente nei Gram negativi e positivi, accomunata dalla presenza dell'anello MS immerso nella membrana citoplasmatica e complessato con proteine MOT (che permettono il moto grazie ad una forza protone-motrice) e proteine FLI (che invertono la rotazione dell'uncino).